# Halalaimus leptoderma
Halalaimus leptoderma är en rundmaskart som beskrevs av Platonova 1971. Halalaimus leptoderma ingår i släktet Halalaimus och familjen Oxystominidae. Inga underarter finns listade i Catalogue of Life.